# Wettersteinplatz
Wettersteinplatz – stacja metra w Monachium, na linii U1. Stacja została otwarta 8 listopada 1997.